# Veronica Porumbacu
Veronica Porumbacu  (născută Schwefelberg, n. 24 octombrie 1921, București, România – d. 4 martie 1977, București, România) a fost o poetă, prozatoare, memorialistă, autoare de literatură pentru copii și traducătoare româncă. 
În poeziile sale din epoca proletcultistă (anii '50), Veronica Porumbacu cântă eroii naționali ai clasei muncitoare. Veronica Porumbacu a fost membru în Partidul Comunist Român din 1945.

## Biografie
Pe 24 octombrie 1921 se naște la București pe numele adevărat Veronica Schwefelberg (Porumbacu este pseudonimul sub care va publica). Tatăl său, Arnold Schwefelberg, a fost un cunoscut activist al comunității evreiești de la București. În perioada 1932-1940 urmează studiile secundare la liceul Domnița Ileana din București, iar din 1943 până în 1944 urmează cursurile Colegiului pentru Studenții Evrei. În 1944 își ia licența în filozofie. Se numără printre colaboratorii săptămânalului Contemporanul. Se angajează ca redactor la Radio în 1949. Între 1949 - 1954 lucrează ca redactor șef adjunct la Viața românească. La Gazeta literară lucrează ca redactor din 1954 până în 1956. Din 1956 până în 1963 deține funcția de șef de secție la Uniunea Scriitorilor. Potrivit Sandei Golopenția, traducerile ei – din Schiller, Racine, Louise Labe, Emily Dickinson, Rafael Alberti, Miklos Radnoti, Jozef Attila, W. Raabe, Max Frisch, Szemler Ferenc, Mariana Alcoforado, Kiss Jeno sau din poezia nordică modernă – sunt traduceri de calitate.

## Deces
A fost căsătorită cu criticul literar Mihail Petroveanu. Cuplul a murit în timpul cutremurului din 1977 în apartamentul lor de pe strada Colonadelor, în vizită la ei aflându-se A. E. Baconsky cu soția sa, Clara, precum și Mihai Gafița cu soția sa, toți decedând în urma prăbușirii blocului Continental, în care se aflau.

## Distincții
- Medalia „A cincea aniversare a Republicii Populare Române” (24 decembrie 1952) „pentru lupta și munca duse în vederea făuririi, consolidării și prosperării Republicii Populare Române”[6]
- Ordinul Muncii clasa a II-a (9 iunie 1954) „pentru merite deosebite în domeniul creației literare”[7]

## Opera
- 1946: apare la București săptămânalul Contemporanul. Veronica Porumbacu se numără printre colaboratori.
- 1947:

- debutează cu placheta de versuri Visele Babei Dochia care conține ciclurile:

- Umbra Negoiului
- Umbra orașului
- Umbra omului
- Ilustrații

Sunt evocate momente din lupta pentru drepturile omului a comuniștilor (care în acea vreme erau în plină ascensiune), reminiscențe peisagistice, neliniști erotice, adesea în maniera versului popular.
- debutează și ca prozatoare, cu volumul de schițe La capătul lui 38. Este evocată lumea periferiei bucureștene.

- iunie 1948: reapare în București revista Viața românească. Printre colaboratori: Veronica Porumbacu.
- august 1949: apare la Timișoara revista literară Scrisul bănățean la care colaborează.
- 1950: Anii aceștia
- 1951:

- publică volumul de versuri Mărturii. Versuri militant-proletcultiste, de evocare a trecutului de suferință al poporului
- acestui volum de versuri i se decernează Premiul de Stat pentru poezie, clasa II

- 1952: Note din R.P. Ungară
- 1953: publică culegerile de versuri:

- Prietenii mei
- Ilie Pintilie

Același stil militant, cu evocarea luptei pentru afirmare a mișcării socialiste.
- 1954: Fata apelor
- 1955: Generația mea
- 1957: Lirice, "antologie de autor"
- 1959: Întreg și parte
- 1960: Pagini din Coreea
- 1960: Din lumea noastră
- 1960: Din lirica feminină
- 1961: Diminețile simple
- 1962: Poezii
- 1963: Memoria cuvintelor
- 1966: Întoarcerea din Cythera
- 1967: Histriana
- 1968: Porțile
- 1969: Drumuri și zile
- 1970: Mineralia
- 1971: Ferestre deschise
- 1974: Cercul și Anamaria
- 1974: Legende la niște portrete
- 1976: Voce și val
- 1977: Versuri